# سنوهيل
سنوهيل (بالإنجليزية: Snow Hill)‏ هي مدينة أمريكية ومركز مقاطعة غرين في ولاية كارولاينا الشمالية في الولايات المتحدة الأمريكية.

## التركيبة السكانية
حدّد مكتب تعداد الولايات المتحدة بيانات التركيبة السكانية لسنوهيل في تعداد الولايات المتحدة. في ما يلي، التركيبة السكانية حسب تعدادي 2000 و2010.

### تعداد عام 2000
بلغ عدد سكان سنوهيل 1,514 نسمة بحسب تعداد عام 2000، وبلغ عدد الأسر 627 أسرة وعدد العائلات 381 عائلة مقيمة في البلدة. في حين سجلت الكثافة السكانية 379.4 نسمة لكل كيلومتر مربع (982.6/ميل2). وبلغ عدد الوحدات السكنية 683 وحدة بمتوسط كثافة قدره 171.2 لكل كيلومتر مربع (443.4/ميل2).
وتوزع التركيب العرقي للبلدة بنسبة 47.03% من البيض و48.81% من الأمريكيين الأفارقة و0.40% من الأمريكيين الأصليين و0.07% من الأمريكيين ذوي الأصول الآسيوية و2.97% من الأعراق الأخرى و0.73% من عرقين مختلطين أو أكثر و3.30% من الهسبانيون أو اللاتينيون من أي عرق.
بلغ عدد الأسر 627 أسرة كانت نسبة 28.4% منها لديها أطفال تحت سن الثامنة عشر تعيش معهم، وبلغت نسبة الأزواج القاطنين مع بعضهم البعض 38% من أصل المجموع الكلي للأسر، ونسبة 18.7% من الأسر كان لديها معيلات من الإناث دون وجود شريك، بينما كانت نسبة 4.1% من الأسر لديها معيلون من الذكور دون وجود شريكة وكانت نسبة 39.2% من غير العائلات. تألفت نسبة 36.5% من أصل جميع الأسر من عدة أفراد يعيشون في نفس المنزل ونسبة 17.4% كانت تتألف من شخص يعيش بمفرده يبلغ من العمر 65 عاماً أو أكثر. وبلغ متوسط حجم الأسرة المعيشية 2.20، أما متوسط حجم العائلات فبلغ 2.85.
بلغ العمر الوسطي للسكان 44.1 عاماً. وكانت نسبة 18.9% من القاطنين تحت سن الثامنة عشر، وكانت نسبة 8.3% بين الثامنة عشر والرابعة والعشرين عاماً، ونسبة 22.1% كانت واقعةً في الفئة العمرية ما بين الخامسة والعشرين والرابعة والأربعين عاماً، ونسبة 23.3% كانت ما بين الخامسة والأربعين والرابعة والستين، ونسبة 18.5% كانت ضمن فئة الخامسة والستين عاماً فما فوق. يوجد لكل 100 أنثى 82.3 ذكر، ويوجد لكل 100 أنثى في الثامنة عشر من عمرها فما فوق 75.6 ذكر.
بلغ متوسط دخل الأسرة في البلدة 25,795 دولارًا، أما متوسط دخل العائلة فبلغ 29,213 دولارًا. وكان متوسط دخل الذكور 25,625 دولارًا مقابل 20,556 دولارًا للإناث. وسجل دخل الفرد الخاص بالبلدة 15,904 دولارًا. وكانت نسبة 15.3% من العائلات ونسبة 20.5% من السكان تحت خط الفقر، وكان من هؤلاء نسبة 24.1% تحت سن الثامنة عشر ونسبة 26.5% في الخامسة والستين من العمر وما فوق.

### تعداد عام 2010
بلغ عدد سكان سنوهيل 1,595 نسمة بحسب تعداد عام 2010، وبلغ عدد الأسر 714 أسرة وعدد العائلات 396 عائلة مقيمة في البلدة. في حين سجلت الكثافة السكانية 399.7 نسمة لكل كيلومتر مربع (1,035.2/ميل2). وبلغ عدد الوحدات السكنية 804 وحدة بمتوسط كثافة قدره 201.5 لكل كيلومتر مربع (521.9/ميل2).
وتوزع التركيب العرقي للبلدة بنسبة 38.24% من البيض و52.92% من الأمريكيين الأفارقة و0.19% من الأمريكيين الأصليين و1.13% من الأمريكيين ذوي الأصول الآسيوية و6.46% من الأعراق الأخرى و1.07% من عرقين مختلطين أو أكثر و8.65% من الهسبانيون أو اللاتينيون من أي عرق.
بلغ عدد الأسر 714 أسرة كانت نسبة 26.2% منها لديها أطفال تحت سن الثامنة عشر تعيش معهم، وبلغت نسبة الأزواج القاطنين مع بعضهم البعض 32.1% من أصل المجموع الكلي للأسر، ونسبة 19% من الأسر كان لديها معيلات من الإناث دون وجود شريك، بينما كانت نسبة 4.3% من الأسر لديها معيلون من الذكور دون وجود شريكة وكانت نسبة 44.5% من غير العائلات. تألفت نسبة 41% من أصل جميع الأسر من عدة أفراد يعيشون في نفس المنزل ونسبة 18.9% كانت تتألف من شخص يعيش بمفرده يبلغ من العمر 65 عاماً أو أكثر. وبلغ متوسط حجم الأسرة المعيشية 2.21، أما متوسط حجم العائلات فبلغ 2.99.
بلغ العمر الوسطي للسكان 41.9 عاماً. وكانت نسبة 21.7% من القاطنين تحت سن الثامنة عشر، وكانت نسبة 9.2% بين الثامنة عشر والرابعة والعشرين عاماً، ونسبة 21.9% كانت واقعةً في الفئة العمرية ما بين الخامسة والعشرين والرابعة والأربعين عاماً، ونسبة 29% كانت ما بين الخامسة والأربعين والرابعة والستين، ونسبة 18.2% كانت ضمن فئة الخامسة والستين عاماً فما فوق. وتوزع التركيب الجنسي للسكان بنسبة 43.6% ذكور و56.4% إناث.

## أعلام
- راي إي. إيوبانكس
- دونالد جي. ديفيس